# 大空のサムライ
『大空のサムライ』（おおぞらのサムライ）は、太平洋戦争において「撃墜王」と言われた坂井三郎の自叙伝的な航空戦記。

## 概要
坂井三郎の最初の戦記の1953年（昭和28年）に出版協同社より刊行された『坂井三郎空戦記録』、マーチン・ケイディンなどとの共著となる2作目の『SAMURAI!』に続き『大空のサムライ』は1972年（昭和47年）7月12日に光人社より初版が刊行された。
それぞれの著書にゴーストライターの存在が指摘されている。作家の神立尚紀の取材では、『坂井三郎空戦記録』は福林正之が坂井への取材や独自の取材などをもとに書き、『SAMURAI!』はフレッド・サイトウによる坂井へのインタビューをもとにケイディンが脚色して書き、『大空のサムライ』は光人社社長の高城肇がアメリカ的な空戦活劇である『SAMURAI!』を坂井と相談して日本向けに直したことを坂井も認めている。ケイディンが撃墜数を創作するなど、内容に関しても実際の記録との食い違いやフィクションが多数存在する。

## 書誌情報
坂井三郎空戦記録
- 『坂井三郎空戦記録』（講談社、1992年） ISBN 4-06-206244-5
- 『坂井三郎空戦記録』（講談社+α文庫、1995年）
  - 上 ISBN 4-06-256087-9
  - 下 ISBN 4-06-256088-7

- 『大空のサムライ』上、下（講談社+α文庫、2001年） - 『坂井三郎空戦記録』の改題新装版。
  - 上 死闘の果てに悔いなし ISBN 4-06-256513-7
  - 下 還らざる零戦隊 ISBN 4-06-256514-5

大空のサムライ
- 『大空のサムライ かえらざる零戦隊』（光人社NF文庫、2003年新装版） ISBN 4-7698-2001-1
- 『続・大空のサムライ 回想のエースたち』（光人社NF文庫、2003年新装版） ISBN 4-7698-2004-6
- 『戦話・大空のサムライ 可能性に挑戦し征服する極意』（光人社NF文庫、2003年新装版） ISBN 4-7698-2024-0
- 『大空のサムライ・完結篇 撃墜王との対話』（光人社NF文庫、2003年新装版） ISBN 4-7698-2392-4 - 高城肇との対談。

写真集
- 雑誌「丸」編集部 編『写真 大空のサムライ』（光人社、2008年新装改訂版） ISBN 978-4-7698-1398-9

イラスト集
- 佐竹政夫 画 / 三野正洋 解説『ザ・サムライ イラスト坂井三郎空戦記録』（ワック、2003年） ISBN 4-89831-047-8

## 映画
映画『岸壁の母』を制作した大観プロダクションが企画、東宝の製作・配給により、1976年（昭和51年）に映画化され、全国東宝系で公開された。カラー、シネマスコープ（パナビジョン）。
表題は同じだが、内容は出版されている坂井三郎のどの自伝にも基づかないオリジナル作品である。映画の冒頭で坂井本人が登場して、戦後は赤十字飛行隊で活躍している旨を名乗っているが、坂井が赤十字飛行隊に在籍したことはないなど、内容に多数のフィクションが存在する。脚本を手掛けた須崎勝弥も戦時中は航空隊に所属していた。
大観プロダクション（大観宮）は、ねずみ講組織である「天下一家の会」の宗教法人であり、坂井が「天下一家の会」の広告塔的存在だったこともあって、本作品はその資金提供を受けていた。訴訟が相次ぎ、ねずみ講は社会問題化していたが、宗教法人が映画によって広報活動をする流れで映画化されている。特殊技術を担当した川北紘一は、同プロダクションについて「聖徳太子の像が飾ってあるちょっと変わった会社だった」と述懐している。
零戦の操縦シーンでは、坂井が撮影に協力してリアルな再現を行ったとされる。特撮シーンでは、搭乗員の主観描写を強調している。
"Zero Pilot"のタイトルでヨーロッパ圏でも公開された。
現在までにビデオ化（廃盤）、DVD化されている。

### キャスト
参照
- 坂井三郎：藤岡弘
- 笹井中尉：志垣太郎
- 本田二飛曹：伊藤敏孝
- 中川一飛曹：平泉征
- 野村一飛曹：島村美輝
- 大野二飛曹：田辺靖雄
- 前田二飛曹：福崎和宏
- 久保二飛曹：麿のぼる
- 辻井二飛曹：下塚誠
- 望月一整曹：山本廉
- 半田飛曹長：島田順司
- 斉藤大佐：丹波哲郎
- 大薗中佐：平田昭彦
- 滝一飛曹：地井武男
- 木村二飛曹：根岸一正
- 清水二飛曹：森川利一
- 有川参謀：辻萬長
- 志賀：勝部演之
- 庄司：佐藤仁哉
- 本田幸子：大谷直子
- A少佐：鈴木治夫
- B大佐：清水昇
- 要務士：原田君事
- 米軍将校：レスター・ラタイル

### スタッフ
参照
- 製作：田中友幸
- 原作：坂井三郎（光人社刊「大空のサムライ」より）
- 脚本：須崎勝弥
- 製作補：馬場和夫、田中文雄
- 撮影：西垣六郎
- 美術：育野重一
- 録音：田中信行
- 照明：小島真二
- 音楽：津島利章
- 監督助手：井上英之
- 編集：黒岩義民
- スチール：石月美徳
- 協力撮影：鷲尾馨
- 整音：東宝録音センター
- 効果：東宝効果集団
- 現像：東京現像所
- 製作担当者：森知貴秀、徳増俊郎
- 特殊技術：川北紘一
  - 撮影：富岡素敬
  - 美術：井上泰幸
  - 照明：森本正邦
  - 合成：松田博
  - 監督助手：田渕吉男
  - 光学撮影：宮西武史
  - 光学作画：石井義雄
  - 操演：松本光司
  - 特殊効果：渡辺忠昭
  - スチール：田中一清
  - 製作担当者：広川恭
- 監督：丸山誠治

### スタッフ（ノンクレジット）
- 製作：鈴木慶司[4]

### 特撮
特殊技術の川北紘一は、本作品が映画で初めて特技監督を担当した。川北の起用は、東宝社内で「メカなら川北で間違いないだろう」との推薦が挙がったことによる。当時、川北は『続・人間革命』で監督助手を務めていたが、同作品を制作途中で離れ本作品へ移った。
川北のこだわりにより、航空機のミニチュアはすべて新規造形で、過去の作品からのフィルム流用もないとされている。かつて東宝で戦記映画を手掛けた円谷英二の作品には零戦はほとんど登場しておらず、川北は円谷とは違う自分なりのディテール描写を目指し、軽い機体である零戦を飛翔させることの素晴らしさや軽快さを表現しようと試みたと語っている。
当初、川北は零戦に似た実機を探したが見つけられず、ミニチュアで撮影することにしたものの、実景の空で撮るためラジコンを用いることとした。しかし、当時のラジコンの性能では操作不能となって墜落することが多く、用意していたラジコンが次々と損壊していった。空中戦では、墜落にあわせて着火や発煙を行う必要があったが、この操作もラジコンで行おうとするとタイミングを合わせるのが難しいため、電気着火をタイマー式にし、設定した時間に合うよう飛行機を動かすという方法をとった。川北は、初日から飛行機が落ち、フィルムも1万フィート回してしまうなど、前途多難であったことを述懐している。撮影は下田市で行われ、海岸にヤシの木などを並べて南国の雰囲気を演出したが、川北は撮影当時は真冬であったため寒かったと述懐している。また、海沿いで撮影していたことから、ラジコンが漁船の無線に干渉してしまったり、上空で爆発した火薬が漁船やサーファーに被ってしまうなど、苦情も相次いだという。
片脚の故障のため着陸に失敗した零戦の炎上シーンは本編版と特撮班でそれぞれ撮影され、特撮班によるものが採用された。本編班では当初の打ち合わせ通り、胴体着陸となった機体から搭乗員が脱出する場面を撮影していたが、特撮班では機体が転倒し搭乗員も死亡するシークエンスを本編班の許可を得ぬまま撮影したことから問題となった。結局、両方のラッシュを見比べた結果、川北案が採用されることとなった。
クライマックスでは日本で導入されたばかりのフロントプロジェクションが使用されている。

### DVD
2007年（平成19年）7月25日ジェネオン・エンタテインメント株式会社より発売（デラックス版）
- 提供：株式会社ドリーム・プラネット・ジャパン
- プロデューサー：田中満
- 制作：中山剛志、大船龍二
- インタビュー出演：須崎勝彌、川北紘一
- ナレーション：片村瞬
- 協力：東京現像所
- 撮影協力：靖国神社遊就館
- 資料提供：潮書房、月刊『丸』編集部、田中ショウリ、吉田正敏、ニューギニア航空、京南株式会社、朝日新聞社
- 演出：吉田至次
- 監修：川北紘一
- 製作：ドリーム・プラネット・ジャパン